# Раймунд
Раймунд (лат. Raimundus) — чоловіче особове ім'я. Походить з германського «Рагінмунд» (давн.в-нім. Raginmund, «радник, захисник»).

## Особи

### Знать
- Раймунд IV (граф Тулузький) — один із командирів Першого хрестового походу.
- Раймунд I (граф Галісії) — галісійський граф (1090—1107)

### Інші
- Раймунд Монтекукколі (21 лютого 1609 — 10 жовтня 1680) — австрійський фельдмаршал
- Раймунд Фрідріх Кайндль (Raimund Friedrich Kaindl; 31 серпня 1866 — †14 березня 1930) — австрійський історик
- Раймунд Луллій (Раймундус Луллюс, Raimundus або Raymundus Lullus) — каталонський філософ, письменник і богослов.

- Фердинанд Раймунд (1790—1836) — австрійський актор, театральний режисер і драматург.